# Luca Ross
Luca Ross (* 11. August 2006 in Falkirk) ist ein schottischer Fußballspieler, der beim FC Motherwell unter Vertrag steht.

## Karriere
Der in Falkirk geborene Luca Ross unterschrieb im Juli 2022 einen Vierjahresvertrag beim FC Motherwell. Der talentierte Stürmer spielte zunächst in der U18 und in der zweiten Mannschaft. Ab September 2022 stand er mehrfach im Spieltagskader der Profimannschaft in der Scottish Premiership. Am 28. Dezember 2022 gab er im Alter von 16 Jahren sein Debüt als Profi. Bei der 0:3-Auswärtsniederlage von Motherwell bei den Glasgow Rangers wurde er in der zweiten Halbzeit für Blair Spittal eingewechselt.